# John Speccot (Politiker, um 1641)
John Speccot (* um 1641; † vor 10. Januar 1678) war ein englischer Politiker, der einmal als Abgeordneter für das House of Commons gewählt wurde.

## Herkunft
John Speccot entstammte der Familie Speccot (auch Speccott), einer Familie der Gentry mit Besitzungen in Cornwall und Devon. Er war der einzige Sohn von Paul Speccott aus dessen zweiten Ehe mit Dorothy Wise. Sein Vater starb bereits 1644, so dass er zum Erben seines Vaters wurde. Seine Mutter heiratete 1647 erneut. Ab dem 3. Dezember 1657 studierte Speccott am Christ Church College in Oxford.

## Politische Tätigkeit
Speccots Vater hatte zu Beginn des Englischen Bürgerkriegs den König unterstützt, und nach der Stuart-Restauration wurde Speccot im Juli 1660 Friedensrichter für Cornwall. Offiziell noch minderjährig, trat er nun sein Erbe an, dass Penheale Manor bei Newport und weitere Besitzungen in Südwestengland umfasste. Vermutlich immer noch minderjährig, wurde er bei der Unterhauswahl 1661 als Abgeordneter für Newport gewählt. Im sogenannten Kavalierparlament, das mit Unterbrechungen bis 1679 tagte, war er nur in wenigen Ausschüssen Mitglied. Als gemäßigter Presbyterianer schloss er sich offenbar der Opposition gegen die Regierung an, weshalb er wohl 1670 sein Amt als Friedensrichter verlor. Er wurde am 10. Januar 1678 im unweit von Penheale gelegenen Egloskerry beigesetzt.

## Familie
Nach dem 15. Februar 1562 hatte Speccott Honor Eliot, eine Tochter von John Eliot aus St Germans geheiratet. Mit ihr hatte er drei Söhne und eine Tochter:
- John Speccot (1665–1705)
- Elizabeth Speccott ⚭ Richard Long

Sein Erbe wurde sein ältester Sohn John.